# Ernest Manning
Pour les articles homonymes, voir Manning.
Ernest Charles Manning, né le 20 septembre 1908 à Carnduff (Saskatchewan) et mort le 19 février 1996 à Calgary (Alberta), est un évangéliste chrétien baptiste et un homme politique canadien, membre du Parti Crédit social de l'Alberta et Premier ministre de l'Alberta entre 1943 et 1968. Il détient le record de longévité à la tête du gouvernement de la province et a connu le deuxième plus long mandat de premier ministre d'une province canadienne, après George Henry Murray, de la Nouvelle-Écosse.

## Biographie
Il est né le 20 septembre 1908 à Carnduff (Saskatchewan) . Durant son enfance, il fréquente occasionnellement une église méthodiste.
En 1927, il débute des études bibliques au Calgary Prophetic Bible Institute fondé par William Aberhart . Durant ses deuxième et troisième années à l'institut, il devient assistant d'Aberhart et habite dans sa famille. Il obtient son diplôme en avril 1930.

### Ministère
Après ses études, il devient professeur et gestionnaire à l'institut. Il prêche également à l'émission radiophonique hebdomadaire d'Aberhart « Back to the Bible Hour » . Il continue ce ministère même durant sa carrière politique. Ses émissions sont diffusées sur plus de 90 stations de radio à travers le Canada.

### Carrière
En 1935, il fonde le Parti Crédit social de l'Alberta avec William Aberhart et devient son secrétaire provincial . En 1943, il devient Premier ministre de l'Alberta jusqu’en 1968.
Sa foi chrétienne l’incite à la charité pour les démunis . Toutefois, contrairement à Tommy Douglas, premier ministre de la Saskatchewan, Manning est opposé à l'intervention du gouvernement dans la société. Il est anticommuniste et encourage les initiatives religieuses et corporatives à s’impliquer dans les problèmes sociaux.
Après sa retraite de la politique provinciale en 1968, il fonde avec son fils Preston Manning le cabinet de conseil Manning Consultants Limited. En 1970, il devient sénateur et est fait Compagnon de l'Ordre du Canada. Il prend sa retraite du Sénat en 1983. Il meurt à Calgary en 1996.

## Vie personnelle
En 1936, il épouse Muriel Aileen Preston, pianiste rencontrée au Prophetic Bible Institute. Ils ont deux fils.